# Інформаційний простір
Інформаці́йний про́стір (англ. Information space) — сукупність результатів семантичної діяльності людства. Скоординована, багаторівнева структура, що акумулює результати комунікаційної діяльності суспільства, за допомогою конкретних компонентів системи інформації та зв’язку. 

## Наукові визначення
|                                                            | Сукупність понять та відносин між ними, які організовано у інформаційну систему, що описує діапазон можливих значень або смислів, які об'єкт може приймати за даними правилами та обставинами. |
| — Gregory Newby, Metric Multidimensional Information Space | |

|                                          | Тип інформаційної конструкції, у якій репрезентації інформаційних об'єктів розташовані у організованому просторі. У такому просторі розташування і напрямок мають значення, таким чином стають можливими створення карт і навігація. |
| — MIT Artificial Intelligence Laboratory | |

|                                                              | Нас оточують інформаційні НАЗАРЫ простори. Коли ми отримуємо файл з нашого комп'ютера, ми переглядаємо інформаційний простір; коли ми використовуємо пошукову систему, ми ретельно аналізуємо інформаційний простір; і коли ми відвідуємо вебсайт, ми рухаємося через ще один інформаційний простір. |
| — Jason Withrow. Site Diagrams: Mapping an Information Space | |

## Загальний виклад
Інформаційний  простір може розумітися як у переносному значенні, так і в ідеалістичному, останній підхід розвивається у філософії, а також у паранаукових і псевдонаукових дослідженнях. Інформаційний простір може розумітися як «світ імен та назв, близький онтологічному». Цей термін використовують, як логічне протиставлення об'єктному (предметному, фізичному, матеріальному) світові: частіше під формулюванням «інформаційного поля» у царині парапсихології.

### Реляційна теорія інформаційного простору
М.М.Слюсаревський, у рамках власної «реляційної теорії інформаційного простору» розглядає інформаційний простір як стан (і, водночас, результат) перманентної взаємодії процесів виробництва та споживання інформації, тобто інформаційний простір розглядається як простір розгортання інформаційних процесів. При цьому саме по собі існування інформації вважається можливим, коли вона кимось сприймається, тобто обов’язковою передумовою інформаційних процесів є наявність комунікативної системи “джерело - одержувач інформації”. Параметри інформаційного простору вважаються  обумовленими темпорально-психологічними характеристиками перебігу інформаційних процесів і соціально-психологічними характеристиками споживачів інформації. Відповідно, пропонується  характеризувати цю категорію не стільки за обсягами вироблення інформаційної продукції, чи площиною поширення інформації, скільки за обсягами та інтенсивністю її споживання. Як наслідок наведеного, категорія інформаційного простору наповнюється власним теоретико - комунікативним та соціально-психологічним змістом, позбувається географічних та інших нашарувань та починає виконувати самостійні гносеологічні функції. Центром інформаційного простору є суб’єкт, який у ході своєї діяльності створює, накопичує, зберігає та передає інформацію. У якості такого суб’єкту може виступати як особистість так і соціальна група, організація, підприємство або навіть державний орган — тобто будь-які користувачі інформаційних технологій.
Це є
1. Інтегральний електронний інформаційний простір, що створюється при використанні електронних мереж.
2. Сфера в сучасному суспільному житті світу, в якій інформаційні комунікації відіграють провідну роль. У цьому значенні поняття інформаційного простору близьке, але не тотожне поняттю інформаційного середовища.
3. Є об'єктом уваги державних спецслужб.

Інформаційним простором також вважається сукупність:
- банків даних і баз даних;
- технологій їх супроводу та використання;
- інформаційних телекомунікаційних систем, що функціонують на основі загальних принципів й забезпечують інформаційну взаємодію організацій та громадян, а також задоволення їх інформаційних потреб.

Основними компонентами інформаційного простору є:
- інформаційні ресурси;
- засоби інформаційної взаємодії;
- інформаційна інфраструктура.

### До складу інформаційного простору відносять наступні компоненти:[6]
1. Інформаційна інфраструктура – середовище, що забезпечує можливість збору, зберігання, передавання,  автоматизованої обробки та поширення інформації у суспільстві. Інформаційна інфраструктура суспільства створюється сукупністю:   інформаційно-телекомунікаційних систем (ІТС) та мереж зв’язку, індустрії засобів інформатизації, телекомунікації та зв’язку;    систем формування та забезпечення зберігання інформаційних ресурсів;   систем забезпечення доступу до ІТС, систем зв’язку та інформаційних ресурсів;    індустрії інформаційних послуг та інформаційного ринку;   системи підготовки та перепідготовки кадрів, проведення наукових досліджень.
2. Інформаційні ресурси на машинних носіях, а також розподілені по WEB-сайтах у мережі Internet. Інформаційні ресурси можуть бути державними та недержавними та знаходитися у власності громадян, органів державної влади, органів місцевого самоврядування, підприємств, організацій, установ та громадських об’єднань.   Мають місце наступні особливості, що відрізняють інформаційні ресурси від інших видів ресурсів:    вони піддаються не фізичному, а моральному зношуванню;   вони нематеріальні та не зводяться до фізичного носія, у якому втілені;    їхнє використання дозволяє різко скоротити споживання решти видів ресурсів, що у кінцевому підсумку призводить до значної економі сил та засобів
3. Засоби та методи прикладної математики, під якими розуміють алгоритми та програмні засоби, що забезпечують функціонування апаратних платформ (систем).
4. Організаційні заходи, що забезпечують функціонування компонентів інформаційного простору.
5. Правові методи (норми), під якими розуміють інформаційне законодавство, міжнародні угоди та інші національні та міжнаціональні правові акти.
6. Ринок інформаційних технологій, засобів зв’язку, інформатизації та телекомунікації, інформаційних продуктів та послуг.

### Основні характеристики інформаційного простору[7]
- попри відсутність чітких географічних та фізичних вимірів, він є неоднорідним і структурованим з акцентами на різні соціальні групи і теми;
- є динамічним у силу постійних змін, які відбуваються у різних сферах життя окремих країн, регіонів та світу загалом, а також нових акцентів в інформаційній політиці;
- інформаційний простір країни має бути захищеним від впливу інших держав. Особливої уваги вимагають певні сегменти й агресивні дії відповідних держав;
- формується з урахуванням національно-культурних і психологічних особливостей країни;
- має універсальний вплив на всі сфери життя суспільства і окремих індивідів.